# Niederbronn-les-Bains
Niederbronn-les-Bains je občina v departmaju Bas-Rhin francoske regije Alzacija.
Leta 1990 je v občini živelo 4 372 oseb oz. 139 oseb/km².